# The Better Way
Pour plus de détails, voir Fiche technique et Distribution.
The Better Way est un film muet américain réalisé par Thomas H. Ince et sorti en 1911.

## Fiche technique
- Titre : The Better Way
- Réalisation : Thomas H. Ince
- Photographie : Tony Gaudio
- Production : Carl Laemmle
- Durée : 10 minutes
- Date de sortie :
  - États-Unis : 12 octobre 1911

## Distribution
- King Baggot : Louis Perry
- Mary Pickford : Lillian Garvey
- Owen Moore